# Кожица (река)
Кожица је река, десна притока Дунава, извире на 580 м.н.в на северним падинама планине Шомрде и улива се у Дунав у Љупковској котлини. 
Тече у правцу југ—север, дужине тока 8,5km и површине слива 20,9km². Целим током је планинска река, са великим падом и скоро цео слив је под шумом. Десни део слива је под режимом заштите II степена.